# Bushel

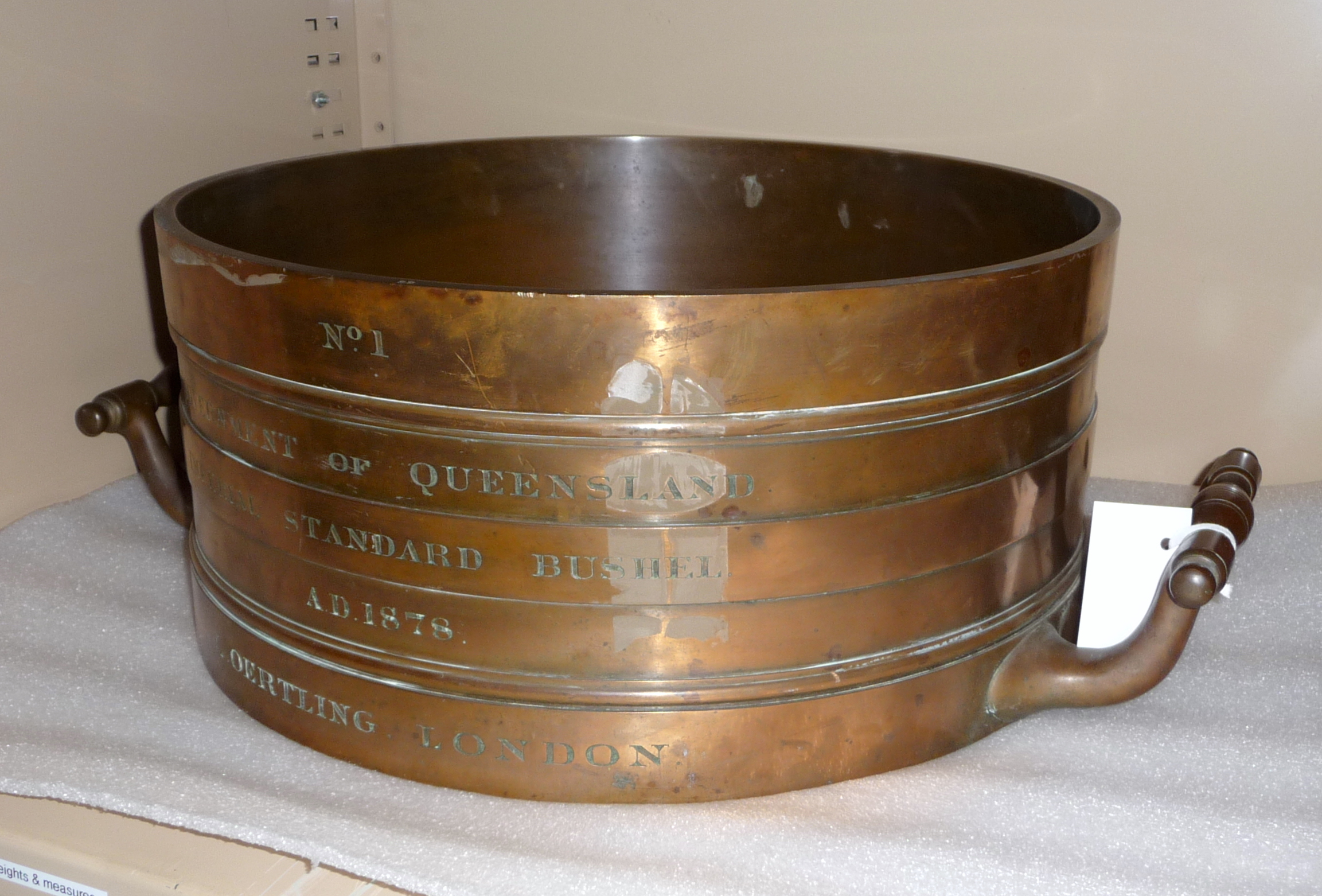
Staio del Queensland

Il bushel (in italiano staio, plurale staia) è la misura di capacità per aridi e liquidi usata nel Regno Unito e per soli aridi negli USA e in Canada, corrispondente a circa 35,239 litri. Negli Stati Uniti, per convenzione, un bushel equivale a 27,216 kg di grano; 25,4 kg di mais; 21,772 kg di orzo; 25,301 kg di segale; 14,515 kg di avena; 27,216 kg di soia.